# Harald Ringstorff
Harald Ringstorff est un homme politique allemand né le 25 septembre 1939 à Wittenburg (État de Mecklembourg) et mort le 19 novembre 2020 à Schwerin (Mecklembourg-Poméranie-Occidentale). Il est membre du Parti social-démocrate d'Allemagne (SPD), et ministre-président de Mecklembourg-Poméranie-Occidentale entre 1998 et 2008.
Chimiste en Allemagne de l'Est, il s'engage en politique dès la démocratisation du régime, se faisant élire député au Landtag de Mecklembourg-Poméranie-Occidentale en 1990. En 1994, il échoue à former une coalition avec les anciens communistes et doit s'associer avec les chrétiens-démocrates, devenant vice-ministre-président et ministre de l'Économie.
Il renonce à ce poste en 1996 et conduit le SPD à une victoire relative en 1998. Il obtient l'autorisation de s'associer avec le PDS, une alliance qu'il reconduit après le scrutin de 2002. En 2006, sa majorité se réduit à un siège et le pousse à constituer une grande coalition avec la CDU.
Il décide en 2008 de mettre fin à ses fonctions, établissant un record de longévité à la tête du gouvernement du Land.

## Biographie

### Jeunesse et carrière sous la RDA
Il obtient son Abitur en 1958, puis effectue pendant deux ans son service militaire au sein de l'Armée populaire nationale (NVA).
Il étudie ensuite la chimie à l'université de Rostock, où il obtient son diplôme en 1965. Il devient alors chimiste au sein du combinat « Schiffbau » à Rostock. En 1969, il passe avec succès son doctorat de chimie.
Il change d'entreprise puisqu'en 1987, il intègre le combinat « Lacke und Farben », comme chef des peintures maritimes, à Rostock.

### Débuts en politique
Harald Ringstorff participe en 1989 à la fondation du Parti social-démocrate (SDP) à Rostock. Il en intègre le comité directeur national en 1990. Cette même année, alors que son parti fusionne avec le SPD, il est élu député au Landtag.

### Ascension et entrée au gouvernement
Il prend aussitôt la présidence du SPD dans le nouveau Land de Mecklembourg-Poméranie-Occidentale, ainsi que celle du groupe parlementaire régional.
En conséquence, il est chef de file social-démocrate pour les élections régionales du 16 octobre 1994. Avec un score de 29,5 % des voix, il totalise 23 députés sur 71 et se classe deuxième derrière l'Union chrétienne-démocrate d'Allemagne (CDU) de Berndt Seite, déjà au pouvoir. Il entreprend de former une « coalition rouge-rouge » avec le Parti du socialisme démocratique (PDS) mais la direction fédérale du SPD lui oppose un refus.
Il accepte alors de négocier avec la CDU la constitution d'une « grande coalition ». Ainsi, le 8 décembre, il est nommé vice-ministre-président, ministre de l'Économie et des Affaires européennes. Il remet sa démission dès le 7 mai 1996, afin de retrouver la présidence de son groupe parlementaire, tandis que ses responsabilités sont partagées entre trois ministres.

### Ministre-président de Mecklembourg-Poméranie-Occidentale

#### Huit ans de coalition avec le PDS
Il mène de nouveau le SPD lors des élections du 27 septembre 1998. Totalisant 34,3 % des voix, il vire en tête avec une majorité relative de 27 parlementaires sur 71. Il reçoit cette fois-ci l'autorisation de s'allier avec le PDS, qui engrange 24,4 % des suffrages et 20 élus. Ainsi, Harald Ringstorff est investi ministre-président le 3 novembre, avec le soutien d'une majorité parlementaire comprenant pour la première fois depuis la Seconde Guerre mondiale des représentants de la gauche radicale.
Cette particularité n'empêche nullement sa reconduction à l'issue de son mandat. Les élections régionales du 22 septembre 2002 donnent aux sociaux-démocrates 40,6 % des exprimés, soit le meilleur score de l'histoire régionale du parti et le meilleur résultat pour un parti dans l'histoire du Land. Bien que les socialistes démocratiques reculent à 16,4 %, la coalition sortante reste nettement majoritaire avec 46 parlementaires sur 71, et se voit reconduite.
En 2003, après treize années de mandat, il cède la présidence du SPD du Land à Till Backhaus.

#### Les élections de 2006 et la grande coalition
À l'inverse, les élections parlementaires du 17 septembre 2006 amènent un résultat bien plus complexe. Toujours première force politique régionale, le SPD se contente de 30,2 %, juste devant la CDU qui pointe à 28,8 %. Le PDS remonte d'un petit point et la majorité au pouvoir parvient à totaliser 36 députés, soit l'exacte majorité absolue.
Ringstorff décide alors de se tourner vers les chrétiens-démocrates pour former une nouvelle « grande coalition ». Il met ainsi fin à huit années d'expérience rouge-rouge, même si celle-ci est reprise à Berlin depuis 2002. Il prend le 1er novembre la présidence tournante du Conseil fédéral pour une durée d'un an, et se voit investi six jours plus tard pour un troisième mandat.

### Retrait de la vie politique
Il annonce, le 6 août 2008, son intention de quitter ses fonctions, invoquant notamment son âge. Exactement deux mois plus tard, le 6 octobre, le ministre des Affaires sociales Erwin Sellering est investi à sa succession. Il termine alors son mandat parlementaire, mais ne se représente pas en 2011 et quitte ainsi la vie politique.

### Vie privée
Il est marié et père d'un enfant.
Il meurt le 19 novembre 2020 à Schwerin.